# دوستان یکشنبه
دوستان یکشنبه (به فرانسوی: Les copains du dimanche) یک فیلم سینمایی فرانسوی در ژانر کمدی و ماجراجویانه محصول سال ۱۹۵۸ با بازی ژان-پل بلموندو و کارگردانی هنری آیزنر است. این فیلم جنبش اتحادیه‌های صنفی را تبلیغ می‌کرد و در سینماهای تجاری دیده نشد.